# Sally Field
Sally Margaret Field (Pasadena, Kalifornia, 1946. november 6. –) kétszeres Oscar- és Golden Globe-díjas amerikai színésznő, rendező, producer.
Pályafutása során egyéb díjak mellett két Oscart, három Primetime Emmy-díjat, két Golden Globe-díjat és egy Screen Actors Guild-díjat nyert, továbbá egy Tony-díjra és két BAFTA-díjra is jelölték. 2014-ben saját csillagot kapott a Hollywoodi hírességek sétányán.
A színészkedést televíziós programokban kezdte: főszerepelt a Gidget (1965–1966), a The Flying Nun (1967–1970) és a The Girl with Something Extra (1973–1974) című vígjátéksorozatokban. Az 1976-os Sybil című minisorozattal kritikai elismerést és egy Primetime Emmy-díjat szerzett. A mozivásznon 1962-ben debütált a Moon Pilot című filmben, majd hamarosan fajsúlyosabb szerepeket is kapott – Maradj éhen! (1976), Smokey és a bandita (1977), Hősök (1977), A vég (1978) és Hooper, a kaszkadőr (1978). Az 1979-es Norma Rae címszerepével kiérdemelte első Oscar-díját legjobb női főszereplő kategóriában.
Az 1980-as évektől feltűnt a Hely a szívemben (1984) című drámában, mellyel női főszereplőként ismét Oscar-nyertes lett. Az évtized során fontosabb filmje volt még a Smokey és a bandita 2. (1980), A szenzáció áldozata (1981), a Murphy románca (1985) és az Acélmagnóliák (1989). Az 1990-es években játszott a Mrs. Doubtfire – Apa csak egy van (1993) és a Forrest Gump (1994) című filmekben.
A 2000-es évektől visszatért a televíziózáshoz és a Vészhelyzet vendégszereplőjeként ismét Primetime Emmy-díjat vihetett haza. 2006 és 2011 között a Testvérek című sorozatban játszott főszerepet, újabb Primetime Emmyt elnyerve. 2012-ben a Lincoln című életrajzi drámában személyesítette meg a címszereplő amerikai elnök feleségét, mellyel Oscar-díjra jelölték, ezúttal mint legjobb női mellékszereplő. A csodálatos Pókember (2012) és A csodálatos Pókember 2. (2014) című szuperhősfilmekben May nénit, a címszereplő nagynénjét alakította. 2015-ben a Hello, Doris vagyok című romantikus filmben láthatták a nézők.
Rendezőként 1996-ban debütált a The Christmas Tree című tévéfilmmel. Első nagyjátékfilmes rendezése a Mindent a szépségért (2000) című vígjáték-dráma volt.

## Élete és pályafutása
1946. november 6-án született, Margaret Field és Richard Dryden gyermekeként. Szülei 1950-ben elváltak. Tanulmányait a Columbia Színészképző Stúdióban, valamint a Lee Strasberg Actor's Studióban végezte.
Színészi karrierje 1965-ben kezdődött, amikor a Gidget című sorozatban szerepelt. A következő néhány évben számos filmben és sorozatban játszott: 1976-ban a Sybilcímű minisorozat szereplője, 1977-ben együtt játszott Burt Reynolds-szal a Smokey és a bandita című akcióvígjátékban. 1979-ben címszerepet alakított a Norma Rae című életrajzi drámában, amiért megkapta élete első Oscar-díját. A következő években olyan filmekben volt látható, mint A szenzáció áldozata (1981), a Kiss me Goodbye (1982), az 1984-es Hely a szívemben (melynek második Oscar-díját is köszönheti), a Murphy románca (1985), az Életem a kabaré (1988) és az Acélmagnóliák (1989). 
1993-ban együtt szerepelt Robin Williams-szel és Pierce Brosnannel a Mrs. Doubtfire – Apa csak egy van című vígjáték-drámában. Egy évvel később, 1994-ben ő játszotta Forrest Gump édesanyját. Azóta is több tévéfilmben és sorozatban vállalt szereplést: Egy független asszony (1995), Boldog karácsonyt, George Bailey (1997), A Földtől a Holdig (1998), Copperfield Dávid (2000). 
2000-2006 között a Vészhelyzet tizenkét részében volt látható. 2000-ben feltűnt az Ahol a szív lakik című filmben Natalie Portman és Ashley Judd mellett. 2003-ban együtt játszott Reese Witherspoonnal a Doktor Szöszi 2. című vígjátékban.

## Magánélete
1968 és 1975 között Steve Craig volt a férje. Első házasságából két gyermeke született, Peter (1969) és Eli (1972). 1976-tól 1980-ig Burt Reynolds partnere volt. 1984-ben kötött házasságot Alan Greismannal, amely 1994-ig tartott. 

## Filmográfia

### Film
| Év   | Magyar cím                                 | Eredeti cím                              | Szerep                    | Magyar hang         |
| ---- | ------------------------------------------ | ---------------------------------------- | ------------------------- | ------------------- |
| 1962 |                                            | Moon Pilot                               | beatnik lány              |                     |
| 1967 | Távoli nyugat                              | The Way West                             | Mercy McBee               |                     |
| 1976 | Maradj éhen!                               | Stay Hungry                              | Mary Tate Farnsworth      | Urbán Andrea        |
| 1976 | Maradj éhen!                               | Stay Hungry                              | Mary Tate Farnsworth      | Molnár Ilona        |
| 1977 | Smokey és a bandita                        | Smokey and the Bandit                    | Carrie                    | Vándor Éva          |
| 1977 | Smokey és a bandita                        | Smokey and the Bandit                    | Carrie                    | Solecki Janka       |
| 1977 | Hősök                                      | Heroes                                   | Carol Bell                | Kiss Erika          |
| 1978 | A vég                                      | The End                                  | Mary Ellen                |                     |
| 1978 | Hooper, a kaszkadőr                        | Hooper                                   | Gwen Doyle                | Biró Anikó          |
| 1979 | Norma Rae                                  | Norma Rae                                | Norma Rae                 | Gaál Erzsébet       |
| 1979 | A Poszeidon kaland                         | Beyond the Poseidon Adventure            | Celeste Whitman           | Balogh Erika        |
| 1980 | Smokey és a bandita 2.                     | Smokey and the Bandit II                 | Carrie                    | Kocsis Mariann      |
| 1980 | Smokey és a bandita 2.                     | Smokey and the Bandit II                 | Carrie                    | Zakariás Éva        |
| 1980 | Smokey és a bandita 2.                     | Smokey and the Bandit II                 | Carrie                    | Solecki Janka       |
| 1981 | Kéjnő Kaliforniába készül                  | Back Roads                               | Amy Post                  | Voith Ági           |
| 1981 | A szenzáció áldozata                       | Absence of Malice                        | Megan Carter              | Szerencsi Éva       |
| 1982 |                                            | Kiss Me Goodbye                          | Kay Villano               |                     |
| 1984 | Hely a szívemben                           | Places in the Heart                      | Edna Spalding             | Majsai-Nyilas Tünde |
| 1985 | Murphy románca (Egy kis románc)            | Murphy's Romance                         | Emma Moriarty             | Csere Ágnes         |
| 1987 | Add meg magad!                             | Surrender                                | Daisy Morgan              | Menszátor Magdolna  |
| 1987 | Add meg magad!                             | Surrender                                | Daisy Morgan              | Balázs Ági          |
| 1988 | Életem a kabaré                            | Punchline                                | Lilah Krytsick            |                     |
| 1989 | Acélmagnóliák                              | Steel Magnolias                          | M'Lynn Eatenton           | Kovács Nóra         |
| 1991 | Lányom nélkül soha                         | Not Without My Daughter                  | Betty Mahmoody            | Zsurzs Kati         |
| 1991 | Folytatásos forgatás                       | Soapdish                                 | Celeste Talbert / Maggie  | Szirtes Ági         |
| 1991 | A szerelem erejével                        | Dying Young                              | producer                  |                     |
| 1993 | Úton hazafelé – Egy hihetetlen utazás      | Homeward Bound: The Incredible Journey   | Sassy (hangja)            | Kovács Nóra         |
| 1993 | Mrs. Doubtfire – Apa csak egy van          | Mrs. Doubtfire                           | Miranda Hillard           | Csere Ágnes         |
| 1994 | Forrest Gump                               | Forrest Gump                             | Mrs. Gump                 | Szabó Éva           |
| 1996 | Szemet szemért                             | Eye for an Eye                           | Karen McCann              | Kiss Mari           |
| 1996 | Szemet szemért                             | Eye for an Eye                           | Karen McCann              | Pápai Erika         |
| 1996 | Úton hazafelé 2. – Kaland San Franciscóban | Homeward Bound II: Lost in San Francisco | Sassy (hangja)            | Detre Annamária     |
| 2000 | Ahol a szív lakik                          | Where the Heart Is                       | Mama Lil                  |                     |
| 2000 | Mindent a szépségért                       | Beautiful                                | filmrendező               |                     |
| 2001 | Húgom, nem húgom                           | Say It Isn't So                          | Valdine Wingfield         | Vándor Éva          |
| 2003 | Doktor Szöszi 2.                           | Legally Blonde 2: Red, White & Blonde    | Victoria Rudd képviselőnő | Kovács Nóra         |
| 2006 | Két hét                                    | Two Weeks                                | Anita Bergman             |                     |
| 2008 | A kis hableány 3. – A kezdet kezdete       | The Little Mermaid: Ariel's Beginning    | Marina Del Rey (hangja)   | Kovács Nóra         |
| 2012 | A csodálatos Pókember                      | The Amazing Spider-Man                   | May néni                  | Kovács Nóra         |
| 2012 | Lincoln                                    | Lincoln                                  | Mary Todd Lincoln         | Kovács Nóra         |
| 2014 | A csodálatos Pókember 2.                   | The Amazing Spider-Man 2                 | May néni                  | Kovács Nóra         |
| 2015 | Hello, Doris vagyok                        | Hello, My Name Is Doris                  | Doris Miller              |                     |
| 2017 |                                            | Little Evil                              | Miss Shaylock             |                     |

Dokumentumfilmek
- 1994 – A film évszázada (A Century of Cinema) – önmaga
- 2005 – Going Through Splat: The Life and Work of Stewart Stern – önmaga

### Televízió
| Év        | Magyar cím                                 | Eredeti cím                        | Szerep                              | Megjegyzések                                               |
| --------- | ------------------------------------------ | ---------------------------------- | ----------------------------------- | ---------------------------------------------------------- |
| 1965–1966 |                                            | Gidget                             | Frances Elizabeth "Gidget" Lawrence | főszereplő (32 epizód)                                     |
| 1966–1967 |                                            | Hey, Landlord                      | Bonnie Banner                       | 4 epizód                                                   |
| 1967–1970 |                                            | The Flying Nun                     | Bertrille nővér (Elsie Ethrington)  | főszereplő (82 epizód)                                     |
| 1971–1972 |                                            | Alias Smith and Jones              | Clementine Hale                     | 2 epizód                                                   |
| 1971      |                                            | Maybe I'll Come Home in the Spring | Denise "Dennie" Miller              | tévéfilm                                                   |
| 1971      | Szerelem a prérin                          | Hitched                            | Roselle Bridgeman                   | tévéfilm                                                   |
| 1971      | Egy év házasság                            | Marriage: Year One                 | Jane Duden                          | - tévéfilm - magyar hangja: - Andai Kati                   |
| 1971      | Mongo visszajött                           | Mongo's Back in Town               | Vikki                               | tévéfilm                                                   |
| 1972      |                                            | Home for the Holidays              | Christine Morgan                    | tévéfilm                                                   |
| 1973      |                                            | Night Gallery                      | Irene Evans                         | 1 epizód                                                   |
| 1973–1974 |                                            | The Girl with Something Extra      | Sally Burton                        | főszereplő (22 epizód)                                     |
| 1976      |                                            | Bridger                            | Jennifer Melford                    | tévéfilm                                                   |
| 1976      |                                            | Sybil                              | Sybil Dorsett                       | minisorozat (2 epizód)                                     |
| 1979      |                                            | Carol Burnett & Company            | önmaga                              | egy epizód                                                 |
| 1995      | Egy független asszony                      | A Woman of Independent Means       | Bess Alcott Steed Garner            | - minisorozat (3 epizód) - vezető producer (3 epizód)      |
| 1996      |                                            | The Larry Sanders Show             | önmaga                              | 1 epizód                                                   |
| 1996      |                                            | The Christmas Tree                 | nem szerepel                        | - tévéfilm - rendező, forgatókönyvíró - és vezető producer |
| 1997      | Texas királyai                             | King of the Hill                   | Junie Harper (hangja)               | 1 epizód                                                   |
| 1997      |                                            | Merry Christmas, George Bailey     | Mrs. Bailey/narrátor                | tévéfilm                                                   |
| 1998      | A végtelen szerelmesei – Az Apolló-program | From the Earth to the Moon         | Trudy Cooper                        | - minisorozat (1 epizód) - rendező (1 epizód)              |
| 1999      |                                            | A Cooler Climate                   | Iris                                | tévéfilm                                                   |
| 2000      | Copperfield Dávid                          | David Copperfield                  | Betsey Trotwood                     | tévéfilm                                                   |
| 2000–2006 | Vészhelyzet                                | ER                                 | Maggie Wyczenski                    | visszatérő szereplő (12 epizód)                            |
| 2002      |                                            | The Court                          | Kate Nolan bíró                     | 6 epizód                                                   |
| 2006–2011 | Testvérek                                  | Brothers & Sisters                 | Nora Walker                         | - főszereplő (109 epizód) - vezető producer (22 epizód)    |
| 2017      |                                            | Spielberg                          | önmaga                              | dokumentumfilm                                             |
| 2018      | A mániákus                                 | Maniac                             | Dr. Greta Mantleray                 | minisorozat (9 epizód)                                     |
| 2020      |                                            | Dispatches from Elsewhere          | Janice                              | főszereplő                                                 |

## Fordítás
- Ez a szócikk részben vagy egészben  a   Sally Field című angol Wikipédia-szócikk fordításán alapul.  Az eredeti cikk szerkesztőit annak laptörténete sorolja fel. Ez a jelzés csupán a megfogalmazás eredetét és a szerzői jogokat jelzi, nem szolgál a cikkben szereplő információk forrásmegjelöléseként.